# Alluaudomyia tillierorum
Alluaudomyia tillierorum är en tvåvingeart som beskrevs av Clastrier 1985. Alluaudomyia tillierorum ingår i släktet Alluaudomyia och familjen svidknott.
Artens utbredningsområde är Nya Kaledonien. Inga underarter finns listade i Catalogue of Life.